# لجنة المراقبة المستقلة
لجنة المراقبة المستقلة (بالإنجليزية: Independent Monitoring Commission أو IMC) هي منظمة تأسست في 7 يناير 2004، بموجب اتفاقية بين الحكومتين البريطانية والأيرلندية، وقعت في دبلن في 25 نوفمبر 2003. أنهت اللجنة عملياتها في 31 مارس 2011.

## اختصاص
تضمن اختصاص اللجنة ما يلي:
- مراقبة أي نشاط مستمر من قبل الجماعات شبه العسكرية.
- رصد التزام الحكومة البريطانية بحزمة إجراءات التطبيع الأمني.
- التعامل مع ادعاءات الأحزاب في جمعية أيرلندا الشمالية بأن وزيرًا، أو طرفًا آخر في جمعية أيرلندا الشمالية، غير ملتزم باللاعنف والوسائل السلمية والديمقراطية حصريًا، أو أن وزيرًا لم يلتزم بأي شروط أخرى من التعهد أو أن الحزب غير ملتزم بأعضائه أو قد يصبحون وزراء مع مراعاة الشروط الأخرى للتعهد بتولي المنصب.

تقدم اللجنة تقارير رسمية إلى كل من الحكومة البريطانية والحكومة الأيرلندية.
واجهت اللجنة انتقادات من شين فين بسبب الطريقة التي تم تكوينها كإجراء واضح لأعضاء النقابيين. في مناظرة في دويل أيرن، أشار انجوس سنووداغ إلى أنها «ثلاثة أشباح وسيد».  أصدرت شين فين إجراءات قانونية ضد اللجنة، من خلال محاميها في لندن، زاعمة أن مفوضي اللجنة «منحازون على ما يبدو» وطعنوا في تطبيق اللجنة (أو عدم تطبيق) لمعيار الإثبات في تقييماتها والتقارير المقدمة إلى الحكومتين.
أصدرت اللجنة منذ تأسيسها 22 تقريرًا، بما في ذلك 3 تقارير مخصصة. تم إصدار تقريرين مخصصين بمبادرة من اللجنة، في حين تم طلب تقرير واحد (التاسع عشر) من قبل حكومتي الدولتين.

## المفوضين
شارك أربعة مفوضين:
- اللورد ألدرديس، زعيم حزب التحالف السابق؛ رئيس سابق لجمعية أيرلندا الشمالية، وزميل حالي في مجلس اللوردات البريطاني.
- جو بروسنان، الأمين العام السابق لوزارة العدل، جمهورية أيرلندا.
- جون جريف، نائب مساعد مفوض شرطة العاصمة السابق والرئيس السابق لفرع مكافحة الإرهاب بشرطة العاصمة.
- ديك كير، نائب مدير سابق لوكالة المخابرات المركزية.

## التسلسل الزمني وقائمة التقارير
- 7 يناير 2004: افتتاح لجنة المراقبة المستقلة
- 15 يناير 2004: إعلان مشترك من الحكومتين البريطانية والأيرلندية
- 4 فبراير 2004: اتفاقية بين الحكومتين البريطانية والأيرلندية لتأسيس لجنة المراقبة المستقلة.
- 9 آذار / مارس 2004: بيان صادر عن لجنة المراقبة المستقلة لتوضيح دورها.
- 20 أبريل 2004: التقرير الأول: تم الإبلاغ عنه قبل 3 أشهر، بناء على طلب الحكومتين البريطانية والأيرلندية
- 20 يوليو 2004: التقرير الثاني
- 4 نوفمبر 2004: التقرير الثالث
- 22 تشرين الثاني / نوفمبر 2004: التقرير الأول لوزير الخارجية بموجب المادة 11 (1) من أيرلندا الشمالية (لجنة المراقبة، إلخ.) قانون 2003
- 10 شباط / فبراير 2005: التقرير الرابع: تقرير خاص عن السرقة في مقر المصرف الشمالي، بلفاست، في 20 كانون الأول / ديسمبر 2004.
- 24 مايو 2005: التقرير الخامس
- 22 أيلول / سبتمبر 2005: التقرير السادس: تقرير خاص عن «العداء العنيف بين قوة أولستر المتطوعين والقوة التطوعية الموالية»
- 19 أكتوبر 2005: التقرير السابع
- 1 فبراير 2006: التقرير الثامن: تقرير خاص بناء على طلب الحكومتين البريطانية والأيرلندية
- 8 آذار / مارس 2006: التقرير التاسع: التقرير الأول بموجب المادة 5 (1) التي تلزم لجنة المراقبة المستقلة «مراقبة ما إذا كان، في ضوء تقييمها الخاص للتهديد شبه العسكري والتزام الحكومة البريطانية بضمان سلامة المجتمع وأمنه، فإن الالتزامات التي تعهدت بها الحكومة البريطانية في البرنامج يتم الوفاء بها وفقًا للجدول الزمني المتفق عليه»
- 26 أبريل 2006: التقرير العاشر
- 6 أيلول / سبتمبر 2006: التقرير الحادي عشر: التقرير الثاني بموجب المادة 5 (1)، ويغطي الفترة من 1 شباط / فبراير إلى 31 تموز / يوليو 2006
- 4 أكتوبر 2006: التقرير الثاني عشر
- 7 كانون الأول / ديسمبر 2006: التقرير الثاني لوزير الخارجية بموجب المادة 11 (1) من أيرلندا الشمالية (لجنة المراقبة، إلخ.) قانون 2003
- 30 كانون الثاني (يناير) 2007: التقرير الثالث عشر: تقرير إضافي تم تقديمه بناءً على طلب الحكومتين البريطانية والأيرلندية عقب اتفاقية سانت أندروز
- 12 آذار / مارس 2007: التقرير الرابع عشر: التقرير الثالث بموجب المادة 5 (1)، ويغطي الفترة من 1 آب / أغسطس 2006 إلى 31 كانون الثاني / يناير 2007
- 25 أبريل 2007: التقرير الخامس عشر
- 17 أيلول / سبتمبر 2007: التقرير السادس عشر: التقرير الرابع والنهائي بموجب المادة 5 (1)، ويغطي الفترة من 1 شباط / فبراير إلى 31 تموز / يوليو 2007
- 7 نوفمبر 2007: التقرير السابع عشر
- 5 آذار / مارس 2008: التقرير الثالث لوزير الخارجية بموجب المادة 11 (1) من أيرلندا الشمالية (لجنة المراقبة، إلخ.) قانون 2003
- 1 مايو 2008: التقرير الثامن عشر
- 3 أيلول / سبتمبر 2008: التقرير التاسع عشر: تقرير خاص يقدم تقييماً إضافياً لهيكل قيادة الجيش الجمهوري الأيرلندي المؤقت
- 7 تشرين الأول / أكتوبر 2008: التقرير الرابع لوزير الخارجية بموجب المادة 11 (1) من أيرلندا الشمالية (لجنة المراقبة، إلخ.) قانون 2003
- 10 نوفمبر 2008: التقرير العشرون
- 7 مايو 2009: التقرير الحادي والعشرون
- 4 نوفمبر 2009: التقرير الثاني والعشرون
- 26 مايو 2010: التقرير الثالث والعشرون
- 15 سبتمبر 2010: التقرير الرابع والعشرون: تقرير خاص بشأن مقتل بوبي موفيت
- 5 تشرين الثاني / نوفمبر 2010: التقرير الخامس لوزير الخارجية بموجب المادة 11 (1) من أيرلندا الشمالية (لجنة المراقبة، إلخ.) قانون 2003
- 2 مارس 2011: التقرير الخامس والعشرون: التقرير النهائي للجنة المراقبة المستقلة
- 16 آذار / مارس 2011: التقرير السادس لوزير الخارجية بموجب المادة 11 (1) من أيرلندا الشمالية (لجنة الرصد، إلخ.) قانون 2003

## 2015
في عام 2015، نظرت الحكومتان البريطانية والأيرلندية في إحياء اللجنة بعد انتهاكات مزعومة لوقف إطلاق النار. منذ أن أنهت لجنة المراقبة المستقلة عملها، تم ربط بعض الأسلحة التي استردتها الشرطة بالقوات شبه العسكرية.

## روابط خارجية
- موقع IMC
- موقع Sinn Féin (الإجراء القانوني لـ Sinn Féin ضد IMC)